# Cláudia Raia
Maria Cláudia Motta Raia (Campinas, São Paulo, 23 de diciembre de 1966) es una actriz, bailarina y cantante brasileña.
Se ha destacado por actuar en una gran variedad de teleseries, series y programas humorísticos desde el año 1984. Ente sus actuaciones más recordadas están la de Donatela Fontini en La favorita, Safira Solomos Güney en la telenovela Belíssima,  por hacer una pequeña actuación de ella misma en la teleserie Celebridad y el personaje de Jaqueline Maldonado en Cuchicheos. Este último personaje ha ganado mucha notoriedad pues demostró por parte de la actriz mucha versatilidad y simpatía con el público.

## Vida personal

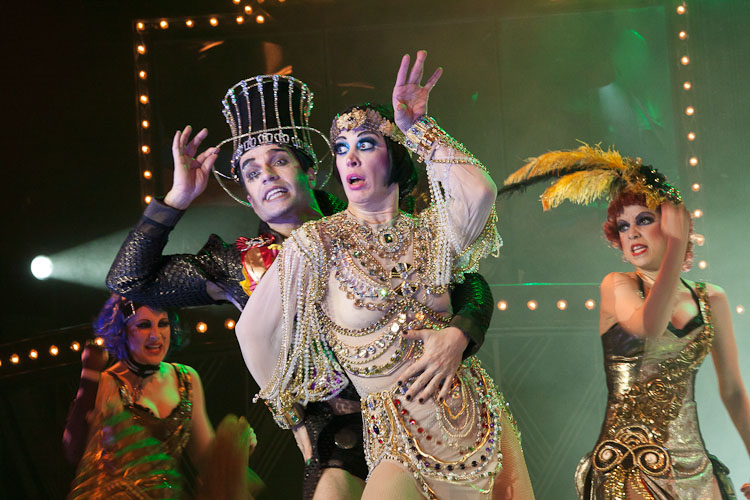
Cláudia Raia en una escena de un musical.

Cláudia se casó en 1986 con el actor porno y modelo brasileño Alexandre Frota, con el cual mantuvo tres años de matrimonio, ambos se separaron en 1989 debido a diferencia de estatura entre ambos. Estuvo casada luego con el actor brasileño Edson Celulari, con quien tiene dos hijos: Enzo y Sofía.
El lunes 26 de julio de 2010, la expareja emitió un comunicado: ¨Fueron casi dos décadas de una unión infeliz, con altos y bajos como cualquier relación entre marido y mujer, que termina dejando como fruto la amistad, el respeto y la admiración mutua, además de dos hijos lindos y amorosos que nos unirán siempre a través de un amor profundo. A lo largo de nuestras carreras siempre contamos con el cariño y el respeto de la prensa entendiendo los límites que separan nuestra vida pública de la privada. Esperamos continuar mereciendo esta diferencia en este momento tan crucial de reflexión¨.
La revista Istoé Gente, una de las más prestigiosas de Brasil, en su edición semanal, quiso saber qué sucedió con la pareja. Según un amigo cercano a los actores, el matrimonio no terminó de la noche a la mañana y todo ya había sido conversado desde hace tiempo, con mucho respeto el uno por el otro. ¨Ellos son muy amigos¨, agregó.
Por causa de ese sentimiento y por respeto a las familias y sus dos hijos, Cláudia y Edson prepararon muy bien el terreno antes de la despedida. Edson aprovechó las vacaciones antes de las grabaciones y el período de vacaciones escolares para viajar al exterior con sus hijos. Una posible disputa por la potestad de los hijos está completamente descartada.
Desde 2012 mantiene una relación con el actor Jarbas Homem de Mello, con quien está casada desde 2018. 
El 19 de septiembre de 2022 ella y su esposo Jarbas anunciaron que esperan su primer hijo en común.
El 11 de febrero de 2023 en São Paulo, Cláudia dio a luz a Luca, su tercer hijo.

## Trayectoria
- 2019 - Verão 90 .... Lidiane Andrade
- 2016 - A Lei do Amor .... Salete
- 2014 - Por siempre .... Samantha Santana
- 2012 - La guerrera .... Lívia Marin (Villana)
- 2010 - Cuchicheos .... Jaqueline Maldonado
- 2008 - La favorita .... Donatela Fontini (Diva Palhares, Rosana Costa, Silvia Lontra, Chipa (Espoleta) (Protagonista)
- 2007 - Siete pecados .... Ágatha  (Villana)
- 2005 - Belíssima .... Safira Solomos Güney (Estelar)
- 2005 - Mad Maria .... Tereza
- 2003 - Celebridad .... ella misma
- 2002 -  El beso del vampiro .... Mina de Montmartre
- 2001 - As filhas da mãe .... Ramona / Ramón Cavalcante
- 1999 - Terra Nostra  .... Hortência
- 1998 - Torre de Babel .... Ângela Vidal   (Villana)
- 1995 - La próxima víctima .... Última víctima
- 1995 - Engraçadinha... seus amores e seus pecados .... Engraçadinha (segunda fase)
- 1992 - Deus nos acuda .... Maria Escandalosa
- 1991 - Vamp .... Celeste
- 1990 - La Reina de la Chatarra .... Adriana Ross
- 1987 - Sassaricando .... Tancinha
- 1987 - O outro .... Edwiges
- 1986 - Cambalacho .... María Antonieta Félix y Armendariz
- 1985 - Roque Santeiro .... Ninon

Series
- 2003 - Os Normais (1 episodio) .... Michelle
- 2002 - Sitio do Picapau Amarelo .... Dueña del circo
- 2001 - Os Normais (1 episodio).... Michelle
- 2000 - Brava Gente (1 episodio) .... Karla
- 2000 - Sai de Baixo (1 episodio) .... Ella misma
- 1999 - Você Decide (1 episodio)
- 1999 - Mulher
- 1999 - Sai de Baixo (1 episodio) .... Petúnia Baleeiro
- 1995 - A Comédia da Vida Privada (1 episodio) .... Paola

Programas humorísticos
- 1996 - Não Fuja da Raia
- 1987 - TV Pirata
- 1984 - Viva o Gordo - Carola

- Datos: Q2980489
- Multimedia: Cláudia Raia / Q2980489